# 狭穗薹草
狭穗薹草（学名：Carex ischnostachya）是莎草科薹草属的植物。分布在日本、朝鲜以及中国大陆的湖南、福建、贵州、江苏、广西、广东、江西、四川、浙江等地，生长于海拔340米至1,300米的地区，多生在山坡路旁草丛中以及水边，目前尚未由人工引种栽培。